# Halyphysemidae
Halyphysemidae es una subfamilia de foraminíferos bentónicos de la superfamilia Astrorhizoidea, del suborden Astrorhizina y del orden Astrorhizida. Su rango cronoestratigráfico abarca el Holoceno.

## Discusión
Clasificaciones previas rebajaban Halyphysemidae a la categoría de subfamilia y la incluían en la familia Rhabdamminidae, del suborden Textulariina del orden Textulariida.

## Clasificación
Halyphysemidae incluye a las siguientes subfamilia y géneros:
- Subfamilia Halyphyseminae
  - Halyphysema
  - Dendronina

Otros géneros inicialmente asignados a Halyphysemidae y actualmente clasificados en otras familias son:
- Nubeculariella, ahora en la Familia Saccamminidae

Otro género considerado en Halyphysemidae es:
- Gastrophysema, aceptado como Halyphysema